# Lepo Sumera
Lepo Sumera (født 8. maj 1950 i Tallinn, Estland, død 2. juni 2000) var en estisk komponist, lærer og kulturminister.
Sumera hører sammen med Arvo Pärt, Eduard Tubin og Heino Eller til de fremmeste komponister fra Estland.
Han studerede på Musikkonservatoriet i Tallinn hos Heino Eller og senere Heino Jürisalu.
Sumera har skrevet 6 symfonier, orkesterværker, klaverkoncert, cellokoncert, kammermusik, vokalværker etc.
Han var tillige udnævnt til kulturminister i Estland (1988-1992). 

## Udvalgte værker
- Symfoni nr. 1 (1981) - for orkester
- Symfoni nr. 2 (1984) - for orkester
- Symfoni nr. 3 (1988) - for orkester
- Symfoni nr. 4 "Serena Borealis" (1992) - for orkester
- Symfoni nr. 5 (1995) - for orkester
- Symfoni nr. 6 (2000) - for orkester
- Concerto grosso (2000) - for sopransaxofon, slagtøj, klaver og orkester
- Klaverkoncert (1989) - for klaver og orkester
- Cellokoncert (1998-1999) - for cello og orkester